# 周畅
周畅（1931年10月—2018年7月27日），男，广东大埔人，生于香港，中华人民共和国音乐家、政治人物，曾任致公党福建省委主委，福建省政协副主席。